# Otto Blum
Otto Leonhard Blum (Neunkirchen, Sarre, 1 de setembro de 1876 – Hanôver, 26 de outubro de 1944) foi um engenheiro civil e lente universitário alemão. Ocupara cargo de professor ferroviário na Universidade Técnica de Hanôver, sendo seu reitor entre 1929-31.
Assinante da Declaração dos Professores Alemães por Adolf Hitler de novembro de 1933, Otto Blum e sua mulher, Luise Fischer, morreram em um bombardeio das Forças Aliadas.

## Obras selecionadas
- com Erich Giese (Bearb.): Wie erschliessen wir unsere Kolonien?, mit zahlr. Abb. und 5 Taf., im Auftrage der Deutschen Kolonialgesellschaft, Reimer, Berlim 1907.
- Georg Barkhausen †. In: Zentralblatt der Bauverwaltung, 43. Jahrgang 1923, Nr. 31/32 (vom 18. April 1923), S. 189.
- com Gustav Jacobi und Kurt Risch: Verkehr und Betrieb der Eisenbahnen (= Handbibliothek für Bauingenieure, 2: Eisenbahnwesen und Städtebau, 8.) Springer, Berlim 1925.
- Personen- und Güterbahnhöfe (= Handbibliothek für Bauingenieure, 2: Eisenbahnwesen und Städtebau, 5,1.) Springer, Berlim 1930.
- Der Umbau der Mühlendammschleuse in Berlin und die Leistungsfähigkeit der Eisenbahn. In: Städtebau, 26. Jahrgang 1931, p. 96.
- Verkehrsgeographie, Springer, Berlim 1936.
- Die Entwicklung des Verkehrs, Springer, Berlim 1941.
- Der Südosten verkehrspolitisch betrachtet, Springer, Berlim 1941.
- com Hermann Potthoff und Kurt Risch: Straßenbahn und Omnibus im Stadtinnern (= Verkehrswissenschaftliche Abhandlungen, Band 13.), Fischer, Jena 1942.
- Eisenbahnbau. Winter, Heidelberg 1946.

## Condecorações
- 1914: Cruz de Ferro Segunda classe.[1]
- 1931: Doutor por honoris causa do Instituto de Tecnologia de Karlsruhe.
- 1937: filiação honorária ao Instituto de Pesquisas Científicas do Trânsito em Paris.
- Dá nome à Otto Blum Hofs em Nordstadt, Hanôver.